# Guerras Bizantino-Lombardas
As Guerras Bizantino-Lombardas foram uma série prolongada de conflitos que ocorreram de 568 a 750 d.C. entre o Império Bizantino e uma tribo germânica conhecida como lombardos. As guerras começaram principalmente por causa das inclinações imperialistas do rei lombardo Alboíno, que buscava tomar posse do norte da Itália.  Os conflitos terminaram com uma derrota bizantina, já que os lombardos conseguiram assegurar inicialmente grandes partes do norte da Itália, conquistando finalmente o Exarcado de Ravena em 750. 

## Invasão do Norte da Itália
Os lombardos começaram a invasão do norte da Itália na segunda-feira de Páscoa de 568. Os lombardos escolheram esta data para garantir que as migrações fossem realizadas sob a orientação de seus deuses. Os lombardos migraram para a Itália enquanto enfrentavam uma resistência escassa das forças de fronteira bizantinas conhecidas como Milites Limitanei, que eram remanescentes da organização militar imperial romana. Os lombardos conseguiram anexar rapidamente o norte da Itália.  Cividale del Friuli, a primeira cidade a ser capturada,  foi estabelecida como a capital do Ducado de Friuli, com o sobrinho de Alboíno, Gisulfo reinando como seu primeiro duque. Após o sucesso imediato da invasão do norte da Itália e da captura de Friuli, os lombardos começaram a se voltar para o leste, em direção a Veneza. O exército capturou Aquileia, antes de empreender muitos atos de destruição contra a população da cidade,  levando muitos civis a migrarem para outras áreas no sul da Itália.

## Consequências
Além do sul helenizado (Nápoles, Calábria e Sicília), os lombardos invadiram a Itália na primeira geração, exceto Veneza e Ístria no nordeste, e Roma, Ravena e Pentápolis na Itália Central. Perugia serviu como o último canal remanescente conectando os principais centros Ravena e Roma. Embora os imperadores bizantinos inicialmente pretendessem defender a Itália com tropas orientais experientes e contingentes bárbaros dos Bálcãs, as crescentes pressões militares nas frentes árabe e eslava levaram as autoridades imperiais a deixar a Itália para a defesa de tropas recrutadas localmente. Eventualmente, a política imperial de autossuficiência na Itália levou ao surgimento de uma nova aristocracia militar italiana que também dominava os cargos civis; esses aristocratas eram oriundos de proprietários de terras na Itália que frequentemente arrendavam suas terras da Igreja de Roma ou de Ravena.  Além disso, além de sua forte parceria econômica com os proprietários de terras italianos, o Papado também passou a fornecer a maioria dos serviços públicos, desde entretenimento, saúde pública e abastecimento de água até o sistema judiciário. Entretanto, a promoção agressiva do monofisismo e do monotelismo pelos imperadores bizantinos (por exemplo, na sua humilhação, tortura e exílio fatal do Papa Martinho I pela sua recusa em comprometer a doutrina) alienou a aristocracia militar italiana e revelou a fragilidade da lealdade italiana ao Império. 
Em 717/718, no final do conflito bizantino-lombardo, o duque lombardo Romualdo II de Benevento capturou Cumas, no sul do Ducado de Roma. O Papa Gregório II teve que organizar uma contra-ofensiva, pedindo ajuda ao Duque João I de Nápoles e a Teódimo, reitor dos patrimônios papais na Campânia, para expulsar os lombardos do Ducado. Romualdo concordou em receber um pagamento do Papa para deixar a cidade, mas a partir de então os Papas começaram a considerar Cumas como seu próprio patrimônio. Esta foi a primeira vez que o Papado mobilizou as suas próprias defesas e estabeleceu a propriedade de terras imperiais anteriormente públicas.  Em 722/723, o imperador Leão III, tendo repelido com sucesso os árabes nas guerras árabe-bizantinas, decidiu fazer a Itália pagar uma parcela maior da defesa contra os lombardos. Leão aumentou drasticamente os impostos imperiais sobre todas as propriedades na Itália, incluindo as propriedades papais, que o Papa Gregório II se recusou a pagar. O duque de Roma, Marino, de Leão, conspirou, mas não conseguiu assassinar o Papa Gregório, e o exarca do imperador, Paulo, também tentou atacar Roma, mas falhou diante da resistência determinada de Roma e dos lombardos. A perda do controle bizantino sobre Roma foi exacerbada pela nova política de iconoclastia de Leão, que levou a liderança militar de Veneza, Ravena e Pentápolis a se levantar para defender o Papa do Imperador. O rei Liuprando dos lombardos, vendo a oportunidade de ganho ou simpatizando com o esforço anti-iconoclasta, declarou-se aliado do Papa e atacou as cidades imperiais restantes, algumas das quais o acolheram como um libertador. 
Com o declínio das defesas bizantinas na Itália, o papado desempenhou um papel cada vez mais assertivo na resistência contra os lombardos, como ao convocar os venezianos para repelir os lombardos de Ravena em 738/739. O Papa Gregório III fez uma aliança com os ducados rebeldes do sul da Lombardia contra o Rei Liuprando e começou a reivindicar direitos territoriais papais sobre o Ducado de Roma (e mais tarde, Ravena também) separadamente das reivindicações do Império Bizantino. Como resultado deste processo de “italianização” da Itália bizantina, o Papado definiria seu território como uma “república santa” de “pessoas peculiares” que eram os “rebanhos” do papa, distintos do Império Bizantino. 
A queda do Exarcado de Ravena levou o Papa Estêvão II a solicitar ajuda militar ao Imperador Constantino V para expulsar os lombardos. Entretanto, Constantino, que estava comprometido em reconquistar territórios bizantinos em outros lugares, apenas enviou emissários aos lombardos e ordenou que o Papa negociasse com eles. O Papa Estêvão, incapaz de dissuadir os lombardos em rápida expansão, procurou, portanto, protecção junto do Reino Franco.    A aliança do Papa Estêvão com os francos realinhou o papado, afastando-o de Bizâncio e dirigindo-o para o norte da Europa germânica,  lançando assim as bases para a criação do Sacro Império Romano-Germânico. 